# God Bless the Broken Road
God Bless the Broken Road es una película estadounidense de drama cristiana dirigida por Harold Cronk. Una adaptación libre de la canción de 1998 "Bless the Broken Road," la trama sigue a una madre que pierde a su marido en la Guerra de Afganistán y debe hacer frente a la pérdida. La película está protagonizada por Lindsay Pulsipher, Makenzie Moss, Andrew W. Walker, Kim Delaney, Robin Givens, Gary Grubbs, Arthur Cartwright, LaDainian Tomlinson, Madeline Carroll, Ian Van Houten y Jordin Sparks. Fue estrenada en Estados Unidos el 7 de septiembre de 2018, por Freestyle Releasing.

## Sinopsis
Amber, una joven viuda cuyo esposo murió en la guerra de Afganistán, trata de educar a Bree, su hija de 9 años, mientras empieza una relación inestable con Cody Jackson, un piloto de carreras.

## Reparto
- Lindsay Pulsipher como Amber Hill.
- Jordin Sparks como Bridgette.
- LaDainian Tomlinson como Pastor Williams.
- Andrew W. Walker como Cody Jackson.
- Robin Givens como Karena Williams.
- Makenzie Moss como Bree Hill.
- Kim Delaney como Patti Hill.
- Gary Grubbs como Joe Carter.
- Arthur Cartwright como Mike Nelson.
- Madeline Carroll como Hannah.
- Ian Van Houten como David.
- Adam Agee como Johnson.
- Patrika Darbo como Rosie.
- Gianna Simone como Monica.
- Cody Coughlin como él mismo.
- Miqueas Tyler como él mismo.

## Producción
Gran parte del reparto, incluyendo a Kim Delaney y Jordin Sparks, se unieron en mayo de 2016. La fotografía principal de la película comenzó en la primavera de 2016, en el Oeste de Míchigan, y recibió un crédito de impuesto estatal de $2.7 millones. LaDainian Tomlinson se incorporó al elenco en enero de 2017.